# 岡部あおみ
岡部 あおみ（おかべ あおみ 、1950年 - ）は、日本の研究者、キュレーター。元武蔵野美術大学教授。夫は建築家の岡部憲明。

## 概要
東京都生まれ。国際基督教大学卒業。ソルボンヌ大学修士課程修了。ルーヴル学院第三課程論文修了。近現代美術史とミュゼオロジーを専攻。
1995年1月の阪神・淡路大震災の後、阪神アートプロジェクトを企画。現代美術を支える人々との対話とインタヴューのアーカイヴを内容とするウェブサイト「Culture Power」を創設する。
武蔵野美術大学造形学部芸術文化学科の開設（1999年）に携わる。同年、同大学教授に就任。キュレーターとして芸術と社会について実践的な講義を行う。2011年、同大学教授を退官。

## 経歴
- フランス美術評論家連盟
- 日本美術史学会会員。
- 大原美術館芸術顧問、
- 資生堂ギャラリー・アドヴァイザー
- メルシャン軽井沢美術館チーフキュレーター
- パリ国立高等美術学校客員教授
- ポンピドゥー・センター「国際美術映像ビエンナーレ」審査員
- αＭプロジェクト2005キュレーター。
- ウェブサイト「Culture Power」運営。
- アートオリンピア2017 審査員
- 第17回文化庁メディア芸術祭審査員。

## 業績
- 1986年 - パリ・ジョルジュ・ポンピドゥー・センター「1910-1970 前衛芸術の日本」展共同コミッショナー
- 1990、92年 - 同センター「国際美術映像ビエンナーレ」審査員
- 1993 - 95年 - パリ国立高等美術学校客員教授として異文化講座の日本文化と芸術を担当
- 1995 - 99年 - メルシャン軽井沢美術館チーフキュレーターとして開館から初期の立上げを担う
- 1995年 - 「ミロ、夢の迷宮」展
- 1995年震災後 - ジョルジュ・ルース阪神アートプロジェクト発起実施
- 1997年 - 「バルテュスとジャコメッティ」展
- 1999年 -  「ジョルジュ・ルース」展などを企画
- 1998年 - 群馬県立近代美術館他で「眼と精神／フランス現代美術展」 共同コミッショナー
- 1999 - 2003年 - カナダ、バンフ・アーティスト・イン・レジデンス参加支援プロジェクト実行委員長
- 2001年 - 「バンフ・レジデンスの作家たち」展（カナダ大使館ギャラリー） キュレーター
- 2003年 - 「おんなのけしき　世界のとどろき」展（東京日仏学院） キュレーター

## 著書
- 『バスチーユ・ロマネスク』（共著、学芸出版社、1990年）
- 『[アート・フィールド]フランス現代美術』（スカイドア、1992年）
- 『アート・シード／ポンピドゥー・センター美術映像ネットワーク』（リブロポート、1993年）
- 『ポンピドゥー・センター物語』（紀伊國屋書店、1997年）
- 『マイ・アート／コレクターの現代美術史』（共著、スカイドア、1998年）
- 『ミュゼオロジー入門』（共著、武蔵野美術大学出版局、2002年）
- 『現代芸術論』（共著、武蔵野美術大学出版局、2002年）
- 『アートと女性と映像　グローカル・ウーマン』（彩樹社、2003年）
- 『アートマネージメント』（共著、武蔵野美術大学出版局、2003年）
- 『ミュゼオロジー実践篇―ミュージアムの世界へ』（監修、武蔵野美術大学出版局、2004年）
- 『アートが知りたい　本音のミュゼオロジー』（編著、武蔵野美術大学出版局、2005年）

## 映像作品
- 『田中敦子　もうひとつの具体 』（監督、1998年）[3][4]